# Arsène Maulavé
Arsène Maulavé, né le 1er février 1947 et mort dans la nuit du 9 au 10 avril 2022, était un instituteur de CM2 et journaliste sportif français, spécialisé dans le cyclisme, vivant à Flers dans l'Orne.

## Biographie
Ancien élève de l'École Normale d'Alençon, Arsène Maulavé fut maître d'école. Il est aujourd'hui à la retraite. Le cyclisme est le fil conducteur de son existence : d'abord coureur amateur, puis cyclotouriste et cyclo sportif, membre du club des « Cent cols », il a collectionné les randonnées à travers les massifs montagneux de l'hexagone : instituteur l'hiver et maître des cols l'été venu. Quand il ne pédale pas, il écrit, correspondant du journal Ouest-France, pour la rubrique cyclisme et il collabore aussi à la revue d'archives du cyclisme Coups de pédales éditée maintenant sur le Net, où il rend hommage aux héros de la « petite reine » à travers des portraits d'anciens coureurs normands : Charly Rouxel, Gérard Saint, Philippe Durel, Jean Jourden, Gérard Macé, Raymond Martin, Pierre Michel, mais aussi des coureurs d'ailleurs comme André Dufraisse, héros du Limousin, cinq fois champion du monde de cyclo-cross, et sept fois champion de France, ou Pierre Jodet, un autre spécialiste du cyclo-cross.

## Un écrivain du cyclisme
D'abord poète, Arsène Maulavé a publié Show et froid à la Pensée Universelle en 1979, il écrit maintenant sur le net et a publié un recueil intitulé Chansons pour elles. Depuis 2006, il publie des ouvrages concernant l'histoire du cyclisme. Il a visité par la plume, Le Bol d'Or des Monédières, l'une des épreuves les plus emblématiques du Limousin, née de l'imagination de l'accordéoniste Jean Ségurel. Dans la foulée, il relate Les grandes heures du cyclisme limousin, où l'auteur livre un large panel des plus grandes courses de la région et de ses vedettes. On lui doit aussi Le cyclisme en Normandie, Jean Graczyk ou "La vie en vert", biographie d'une grande figure du vélo, le portrait d'un homme attachant, berrichon d'origine, champion cycliste, mais aussi bon vivant, préférant les sentiers des forêts aux sentiers de la gloire ; il visite Le mont Ventoux, le Cyclisme normand , fait retour au temps des critériums, une évocation des années 1950-1960, quand ces épreuves en circuit connaissaient leur âge d'or. Parmi eux il s'intéresse au critérium de Callac. Il prolonge cette rétrospective par Les championnats de France, en collaboration avec Marcel Le Roux, speaker en Bretagne.
De l'histoire du cyclisme à l'histoire de France, il n'y a pas loin, il publie en juin 2015 un ouvrage : Grandir en Mayenne, qui évoque la vie quotidienne de son village natal dans les années 1950. Alors que le monde est déjà parti dans la conquête de l'espace, les femmes continuent à aller au lavoir, et des habitudes ancestrales cohabitent avec de nouvelles pratiques.
En mars 2019, il publie un nouveau livre concernant la carrière de Raymond Delisle, le plus grand sportif de la Manche, à la charnière des années 60-70. Le livre, qui s'intitule Raymond Delisle ou L'éternel baroudeur, permet de revivre l'ascension vers les sommets de la hiérarchie cycliste de ce coureur, qui savait dynamiter la course mieux que quiconque, à une époque où la concurrence était pourtant rude avec les Merckx, Ocana, Thévenet, Guimard, Agostinho, Zoetemelk, pour citer les principaux.C'est toute une vie de sportif qu'on découvre au fil des pages , dans ce livre qui s'adresse aussi bien aux chevronnés de cyclisme qu'aux amateurs.  

## Ouvrages
- avec Alain Ségurel, Le Bol d'or des Monnedières : 50 Ans de vélo et d'accordéon, éd. La Bouinotte, 2006,  (ISBN 2915484171)
- avec Marcel Le Roux, Au temps des critériums, éd. Alan Sutton, 2008,  (ISBN 2849107557)
- Les grandes heures du cyclisme limousin, éd. La Bouinotte, 2011,  (ISBN 2915729336)
- avec Marcel Le Roux, Le critérium de Callac, éd. A. Sutton, 2010,  (ISBN 2813801488)
- Le Mont Ventoux, Mémoire du cyclisme, éd. Alan Sutton, 2010,  (ISBN 2813801712)
- Le cyclisme en Normandie: Champions d'hier et d'aujourd'hui, éd. Alan Sutton, 2008,  (ISBN 2849107395)
- Le cyclisme normand, le dico, éd. Alan Sutton, 2012,  (ISBN 281380522X)
- Jean Graczyk ou la vie en vert, éd.Alan Sutton, 2009,  (ISBN 2849109266)
- Championnat de France sur route: les grands moments, avec Marcel Le Roux, éd. A. Sutton, 2009,  (ISBN 2849109851)
- Raymond Delisle ou Portrait d'un éternel baroudeur, aux éditions Eurocibles, 50 570 Marigny